# Anna Theresa Licaros
Ana Theresa Luy Licaros (Mandaluyong, Filipinas, 10 de agosto de 1984), más conocida como Tere,  fue  Miss Filipinas 2007. 
Tere es originaria de Cuenca, Batangas, aunque ha vivido en Caintâ, Rizal. Ella es la mayor de tres hermanos.
Fue una buena estudiante, graduada con honores en la escuela primaria y número uno de su promoción en Secundaria. En 2005 se graduó summa cum laude en Arte en la Universidad de Filipinas, y a continuación se matriculó en Derecho. 

## Miss
Durante la grabación de una VTR en la escuela de Derecho, un cazatalentos la convenció para que se presentase al concurso de Miss Filipinas (Binibining Pilipinas), título que consiguió el 3 de marzo de 2007.
Elegida como representante de su país en el certamen de Miss Universo, que se celebró en México, fue elegida Miss Fotogenia, aunque no consiguió pasar entre las quince semifinalistas. 
En agosto de 2007 intervino en un programa de TV, Celebrity Duets, un concurso en el que los participantes deben cantar con artistas reconocidos.